# Meljak (Serbia)
Meljak (cyr. Мељак) – wieś w Serbii, w mieście Belgrad, w gminie miejskiej Barajevo. W 2011 roku liczyła 2208 mieszkańców.